# London Bridge (metropolitana di Londra)
London Bridge è una stazione della metropolitana di Londra, interscambio tra le linee Jubilee e Northern.
È la sesta per volume di traffico dell'intera rete metropolitana.

## Storia
In origine i treni della linea Northern erano diretti alla stazione di King William Street bypassando London Bridge, ma la costruzione di una nuova stazione a Bank, per consentire maggiori capacità ed il prolungamento della linea a nord, richiese un riallineamento del tunnel e la costruzione di una stazione a London Bridge. L'ingresso della stazione fu realizzato a Three Castles House ad angolo fra London Bridge Street e Station Approach, ma venne poi spostato a Borough High Street e Tooley Street. Le piattaforme della Northern Line vennero ricostruite alla fine degli anni novanta per ampliare la stazione in previsione dell'apertura della Jubilee Line.
La stazione della linea Northern aprì il 25 febbraio 1900 sulla City & South London Railway (C&SLR) da Borough a Bank e Moorgate.
La stazione sulla linea Jubilee venne aperta il 7 ottobre 1999 anche se i treni bypassarono la stazione sin dal mese precedente. Venne costruita una nuova sala biglietteria sotto gli archi della stazione principale realizzando  un miglioramento nell'interscambio fra ferrovia e metropolitana. Durante gli scavi sono stati ritrovati reperti risalenti alla dominazione romana.

## Strutture e impianti
La stazione è dotata di due piattaforme per ciascuna linea e di una doppia scala mobile per la biglietteria di Tooley Street.
La stazione è situata all'interno della Travelcard Zone 1.

## Interscambi
La fermata costituisce un importante interscambio con la stazione ferroviaria omonima.
Nelle vicinante della stazione effettuano fermata numerose linee automobilistiche di superficie urbane, gestite da London Buses.
Infine, poco a nord della stazione è presente il molo di London Bridge City sul fiume Tamigi; il molo è gestito dalla Thames Clipper ed è utilizzato dalla linea che collega con Canary Wharf, Greenwich e l'the O2 ad est, e con Embankment ad ovest.
- (London Bridge - linee nazionali)
- Fermata autobus
- Molo fluviale (London Bridge City - London River Services)